# Silnice II/274
Silnice II/274 je silnice II. třídy, která vede z Mělnického Vtelna do Velkého Újezdu. Je dlouhá 10,7 km. Prochází jedním krajem a jedním okresem.

## Vedení silnice

### Středočeský kraj, okres Mělník
- Mělnické Vtelno (křiž. I/16, III/2741, III/2742, III/2743, III/2744)
- Chorušice (křiž. III/2745, III/25926)
- Velký Újezd (křiž. II/273, III/27318, III/27319)